# Krążenie wieńcowe

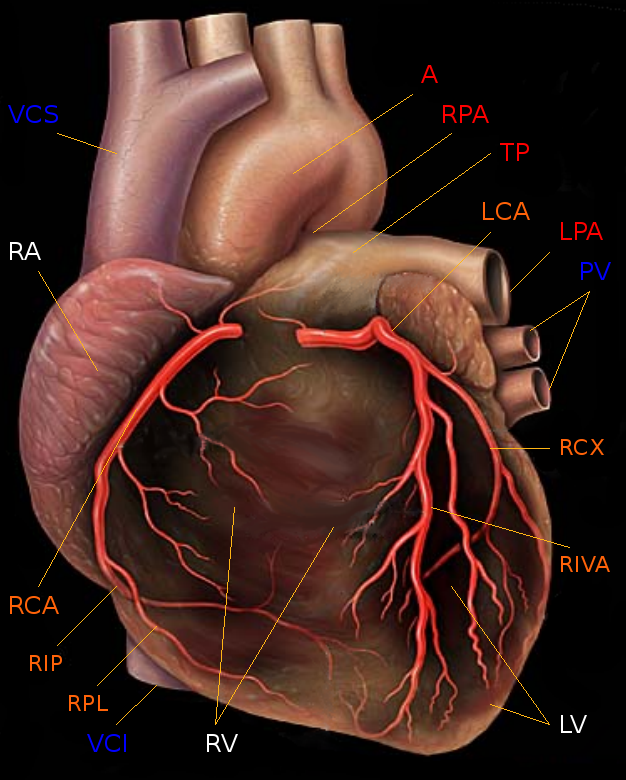
Serce człowieka z pokazanymi tętnicami wieńcowymi

Krążenie wieńcowe (łac. circulatio coronalis) – przepływ krwi w naczyniach, których zadaniem jest doprowadzanie krwi bogatej w tlen i substancje odżywcze do komórek serca oraz odprowadzanie z nich dwutlenku węgla i ubocznych produktów metabolizmu.

## Tętnice wieńcowe

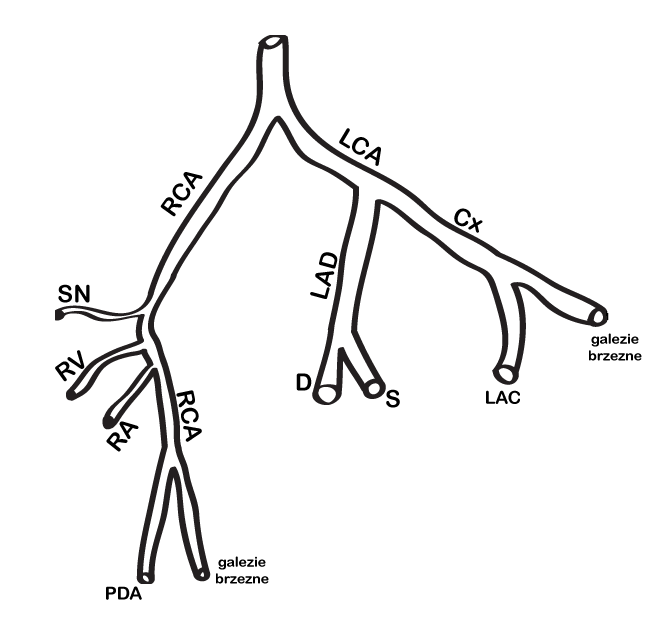
Schemat tętniczego unaczynienia wieńcowego

### U człowieka
Tętnice wieńcowe (łac. arteriae coronariae) prawa i lewa odchodzą odpowiednio nad prawym i lewym płatkiem półksiężycowatym zastawka aorty, od rozszerzonego początku aorty zwanego opuszką.
Tętnica wieńcowa prawa (arteria coronaria dextra) przebiega w bruździe wieńcowej do prawego brzegu serca i przechodzi na powierzchnię przeponową tworząc gałąź międzykomorowa tylną (łac. ramus interventricularis posterior). 
Tętnica wieńcowa lewa (łac. arteria coronaria sinistra) wychodzi z lewej zatoki aorty i po przebiegu 1 cm dzieli się na gałąź międzykomorową przednią (łac. ramus interventricularis anterior), dochodząca do koniuszka serca i gałąź okalającą (ramus circumflexus), biegnącą w bruździe wieńcowej wokół lewego brzegu na tylnej powierzchni.

### U innych ssaków
U świni i konia występuje gałąź międzykomorowa podzatokowa (łac. ramus interventricularis subsinuosus) odchodząca od gałęzi okalającej prawej i biegnąca w bruździe międzykomorowej podzatokowej w stronę koniuszkowi serca. U bydła i psa tętnica wieńcowa prawa nie dochodzi do bruzdy międzykomorowej podzatokowej, a gałąź międzykomorowa podzatokowa jest odgałęzieniem tętnicy wieńcowej lewej.

### Patofizjologia
Naczynia wieńcowe należą do tętnic końcowych, co oznacza że ich zamknięcie (spowodowane np. miażdżycą) powoduje niedokrwienie zaopatrywanego przez nie obszaru, aż do wystąpienia martwicy włącznie. Jeśli obszar martwicy jest duży, może spowodować śmierć; jeśli mały, to tylko ból przy wysiłku fizycznym.

## Ocena tętnic wieńcowych w koronarografii

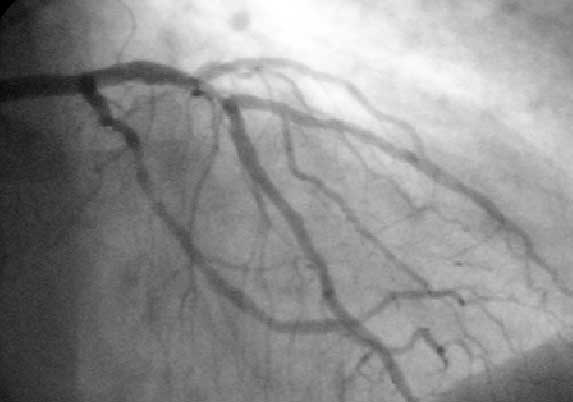
Arteriografia lewej tętnicy wieńcowej.

Do bezpośredniej oceny stanu tętnic wieńcowych służy  badanie koronarograficzne. Pośrednio można również zbadać tętnice wieńcowe badając lewą komorę mięśnia sercowego przy pomocy badania izotopowego scyntygrafia perfuzyjna mięśnia sercowego. 

### Nomenklatura
Celem opisu naczyń wieńcowych stosuje się następującą nomenklaturę:
- lewa tętnica wieńcowa – LCA (ang. left coronary artery)
- gałąź międzykomorowa przednia – LAD (ang. left anterior descending)
- gałąź okalająca – LCx (ang. left circumflex)
- prawa tętnica wieńcowa – RCA (ang. right coronary artery)
- gałąź międzykomorowa tylna – PDA (ang. posterior descending artery.

### Wymiary prawidłowych tętnic
- LCA – 3–6 milimetrów średnicy
- RCA, LAD, LCx – 2–4 milimetry średnicy.

Używa się sformułowania „dominująca tętnica wieńcowa”, które oznacza tętnicę, od której odchodzi PDA (gałąź międzykomorowa tylna). W 85% przypadków jest to prawa tętnica wieńcowa.

## Żyły serca
Żyły wieńcowe serca (łac. venae coronariae cordis) są to naczynia zbierające krew z serca. Większość z nich wpada do zatoki wieńcowej, a z niej do przedsionka prawego.
- żyła sercowa wielka biegnie w bruździe międzykomorowej przystożkowej oraz bruździe wieńcowej lewej, a następnie wpada do zatoki wieńcowej.
- żyła sercowa średnia biegnie w bruździe międzykomorowej podzatokowej i wpada do zatoki wieńcowej.
- żyła sercowa mała biegnie w bruździe wieńcowej prawej i wpada do zatoki wieńcowej.
- żyła skośna przedsionka lewego jest to pozostałość rozwojowa, zbiera krew z części przedsionka lewego, uchodzi do zatoki wieńcowej.
- żyła tylna komory lewej uchodzi do zatoki wieńcowej.
- żyły sercowe przednie, inaczej żyły dobrzuszne serca (łac. venae cordis ventrales) zbierają krew z części komory prawej, uchodzą bezpośrednio do przedsionka prawego.
- żyły sercowe najmniejsze uchodzą do wszystkich jam serca przez otworki żył najmniejszych.